# 로마의 속주

하드리아누스 황제 시대의 로마 속주.

로마의 속주(라틴어: provincia 프로빈키아[*])는 고대 로마에서 296년 사두 정치 체제 이전까지 사용된 행정 구역 단위로, 이탈리아 밖의 로마 영토에 설치된 속주를 말한다. 프로빈키아란 원래 영토적 의미와 무관하게 정무관의 임무 혹은 활동 범위를 뜻했으며, 로마가 최초로 점령한 해외 영토인 시칠리아 서부는 그런 의미에서 행정관의 처리 대상이었다. 그러나 후에 이는 이탈리아 밖의 로마 지배 지역이라는 지리적 의미를 갖게 된다.
로마의 속주는 원래 일반적으로 원로원 계급 출신의 총독이 다스렸으며, 일반적으로 전직 집정관이나 전직 법무관이 총독으로 임명되었다. 이집트는 유일한 예외로서 클레오파트라가 죽은 뒤 아우구스투스가 로마 황제의 사유지로 삼았다.

## 공화정 시대 속주
엄밀히 말해 속주는 로마 총독이 다스리는 종속 지역으로 로마 영토는 아니었다. 가령 시켈리아에서 로마 영토로 편입되는 공유지(ager publicus)는 제2차 포에니 전쟁 이후 소규모로 나타났을 뿐이다. 이후 로마는 2세기 초까지 시칠리아, 사르디니아, 코르시카(두 섬의 하나의 속주를 이루었다), 그리고 히스파니아 키테리오르, 히스파니아 울테리오르에 모두 4개의 속주를 갖게 된다.
로마인들은 공무를 집행할 때 전적으로 1년 임기의 집정관에 의존하였으므로, 전쟁 등 정무관이 부족할 경우 임기 종료를 앞둔 기존 집정관 명령권(imperium)을 연장하여 대행 집정관으로 삼는 방식을 이용했다. 그러나 평시에는 임기를 늘리기 보다는 정무관의 수를 늘리는 편이었다. 일단 속주가 된 지역을 통치하는 임무는 군사적 기능보다는 민사상의 기능, 가령 치안 유지, 세금 징수, 법 집행 등이 있었는데, 이는 로마 시에서는 법무관이 담당하는 기능에 해당했다. 그리하여 법무관의 수는 6명까지 늘었고, 이 중 둘은 로마 시에 남고, 나머지 넷은 속주를 통치하게 되었다. 그러나 법무관의 수를 무한정 늘릴 수 없었으므로 기원전 2세기 중반 이후 설치된 아프리카 속주(기원전 146년), 마케도니아 속주(기원전 146년), 그외 아시아 속주(기원전 133년), 갈리아의 속주들은 기존 정무관의 임기를 연장하여 다스렸다.
속주는 속주법(lex provinciae)에 따라서 다스렸으나, 이와 별도로 각 속주 총독은 취임시 자신의 칙령을 공포하였는데, 이는 대체로 이전의 칙령을 기초로 하되 약간 수정하는 식이었다. 속주에서는 세공을 징수했는데, 시켈리아나 사르디니아의 경우처럼 생산 농산물의 1/10세, 토지 소유 직접세 혹은 인두세의 형태로 부과되었다. 세금 징수를 위해 인구조사 작업이 필요했으며, 징수 관리는 재무관이 담당했다. 총독은 속주법의 테두리안에서 속주민에 대해 절대적 권력을 지니고 있었다. 이러한 임의적 권력은 착취를 위한 무제한의 기회를 제공하였으므로, 로마는 곧 속주에서의 착취 문제를 다루는 상설 법정을 만들 필요를 느끼게 된다.(기원전 149년 칼푸르니우스 법Lex Calpurnia)

### 속주 목록
1. 기원전 241년 시칠리아, 법무관령 속주 제1차 포에니 전쟁 종료 후 카르타고 제국에게서 획득 후 합병
2. 기원전 231년 사르디니아와 코르시카, 법무관령 속주
3. 기원전 197년 히스파니아 키테리오르와 히스파니아 울테리오르, 법무관령 속주
4. 기원전 167년 일리리쿰, 법무관령 속주
5. 기원전 146년 마케도니아-아카이아, 법무관령 속주
6. 기원전 146년 아프리카 프로콘술라리스, 집정관령 속주
7. 기원전 129년 아시아 속주, 집정관령 속주
8. 기원전 120년 갈리아 트란살피나, 법무관령 속주
9. 기원전 74년 비티니아, 법무관령 속주
10. 기원전 74년 키레나이카와 크레타, 법무관령 속주
11. 기원전 64년 킬리키아와 키프로스, 법무관령 속주
12. 기원전 64년 시리아, 법무관령 속주
13. 기원전 51년 갈리아 코마타
14. 기원전 30년 아이깁투스, 아우구스투스의 사유지
15. 기원전 29년 모이시아, 법무관령 속주

## 제정 시대 속주

### 속주 목록
1. 기원전 27년 아카이아, 법무관령 속주
2. 기원전 25년 갈라티아, 법무관령 속주
3. 기원전 22년 갈리아 코마타가 아퀴타니아, 갈리아 벨기카, 갈리아 루그두넨시스로 분화됨, 법무관령 속주
4. 기원전 15년 라이티아, 집정관령 속주
5. 기원전 23년 히스파니아 울테리오르가 히스파니아 바이티카와 루시타니아로 분화됨, 각 지역에 법무관과 집정관 파견
6. 기원전 12년 게르마니아, 서기 9년에 상실
7. 6년 유다이아(유대), 집정관령 속주
8. 14년 알페스 마리티마이, 집정관령 속주
9. 18년 카파도키아, 법무관령 (후일 집정관령) 속주
10. 20년 - 50년 일리리쿰이 달마티아와 판노니아로 분화됨, 집정관령 속주
11. 40년 마우레타니아 팅기타나와 마우레타니아 카이사리엔시스, 집정관령 속주
12. 40년 노리쿰, 집정관령 속주
13. 43년 브리타니아, 집정관령 속주
14. 43년 리키아와 팜필리아, 집정관령 속주
15. 46년 트리키아, 집정관령 속주
16. 47년 알페스 포이니나이, 집정관령 속주
17. 63년 알페스 코티아이, 집정관령 속주
18. 67년 에피루스, 집정관령 속주
19. 72년 콤마게네가 시리아에 병합
20. 84년 게르마니아 수페리오르와 게르마니아 인페리오르, 집정관령 속주
21. 85년 모이시아가 모이시아 수페리오르와 모이시아 인페리오르로 분화됨, 집정관령 속주
22. 105년 아라비아 페트라이아, 법무관령 속주
23. 107년 다키아, 집정관령 속주 (118 – 158년 사이에 다키아 수페리오르와 다키아 인페리오르로 분화됨)
24. 107년 판노니아가 판노니아 수페리오르와 판노니아 인페리오르로 분화됨, 제국 속주 (각 지역에 법무관과 집정관 파견)
25. 115년 아르메니아 인페리오르, 아시리아 속주와 메소포타미아 속주, 트라야누스에 의해 설치됨, 118년에 하드리아누스에 의해 폐지
26. 166년 다키아, 집정관령 속주
27. 193년 시리아 속주가 시리아 코일레와 시리아 포이니키아로 분화됨, 제국 속주 (각 지역에 법무관과 집정관 파견)
28. 193년 누미디아가 아프리카 속주에서 분화됨, 집정관령 속주
29. 197년 메소포타미아 속주, 법무관령 속주
30. 197년 (212년경에 행정 구역화 됨) - 브리타니아가 브리타니아 수페리오르와 브리타니아 인페리오르로 분화됨, 제국 속주 (각 지역에 법무관과 집정관 파견)
31. 214년 오스로이네

## 같이 보기
- 고대 로마
- 주 (행정 구역)